# Micaela Mariani
Micaela Mariani (Pietrasanta, 11 febbraio 1988) è una martellista italiana, vincitrice di 2 titoli italiani assoluti e 4 nazionali universitari.

## Biografia
Nel 2002 ha iniziato la sua carriera nell'atletica leggera, all'età di 14 anni (primo anno da Cadetta provando diverse specialità (tra cui anche la corsa) sotto la guida del prof. Ruggero Viacava e poi è passata al lancio del martello. 
Viene presto indirizzata verso la "gabbia" dove si allena Nicola Vizzoni che la segue tutti i giorni presso l'impianto Falcone e Borsellino di Pietrasanta: comincia così un sodalizio che vede la giovane martellista proiettata nell'élite nazionale del lancio del martello.
Poi passa alla Jaky-Tech Apuanam, quindi all'ASSIndustria Sport Padova e quindi al CUS Pisa Atletica Cascina dove milita tuttora.
Nel 2005 centra la convocazione per i Mondiali allievi di Marrakech (Marocco) dove termina ventesima, nel 2006 rappresenta la Nazionale juniores in due gare internazionali: vince la gara del martello svoltasi in Tunisia a Tunisi durante un Incontro internazionale juniores (tra Italia, Marocco, Algeria, Francia e Spagna) e poi arriva nona nell'Incontro internazionale giovanile di lanci lunghi tenutosi in Francia a Tolosa (con Italia, Francia, Germania e Spagna).
Sempre nel 2006 vince il suo primo titolo italiano giovanile ai campionati nazionali juniores di Rieti dove supera Azzurra Di Ventura, sino a quel momento prima, proprio al sesto ed ultimo lancio della finale; vicecampionessa nazionale juniores agli invernali di lanci e 15º posto in classifica agli assoluti di Torino.
2007, secondo titolo italiano juniores a Bressanone, nuovamente vicecampionessa nazionale juniores agli invernali di lanci e 5ª posizione agli assoluti di Padova.
A livello internazionale rappresenta l'Italia in due manifestazioni giovanili: vince la gara del lancio del martello nella Coppa del Mediterraneo ovest juniores in Italia a Firenze (tra Italia, Francia, Spagna e Tunisia) e poi giunge quinta all'Incontro internazionale giovanile di lanci lunghi svoltosi in Spagna a Murcia (con Italia, Spagna, Germania e Francia).
2008, argento promesse agli invernali di lanci, bronzo ai nazionali universitari e settima posizione agli assoluti di Cagliari.
Titolo universitario nel 2011, bronzo agli assoluti di Torino e settimo posto agli italiani invernali di lanci.
Due medaglie anche nel 2012 con il bronzo agli italiani invernali di lanci, argento ai nazionali universitari e quarta posizione agli assoluti di Bressanone.
Durante il triennio agonistico 2013-2014-2015 ha vinto 9 medaglie nei vari campionati nazionali, con 5 titoli italiani: tripletta ai nazionali universitari (nel 2013 è stata anche 10ª nel getto del peso), tre volte vicecampionessa agli italiani invernali di lanci e due volte campionessa agli assoluti (2013 e 2014) ed una volta vicecampionessa (2015).
Nel luglio del 2013 prima è stata nona con la misura di 62,74 m alle Universiadi in Russia a Kazan e poi ha vinto il suo primo titolo italiano assoluto, piazzando al primo lancio la misura-vincente; ad agosto ha esordito con la Nazionale assoluta è stata ottava al DécaNation francese di Valence.
A marzo del 2014 ha gareggiato a Leiria (Portogallo), in occasione della Coppa Europa invernale di lanci, terminando al 18º posto.
Con la misura di 66,24 m realizzata a Rovereto che le ha permesso di diventare campionessa italiana assoluta, è diventata la sesta migliore italiana martellista di sempre.
Il 20 febbraio del 2016 a Lucca si è riconfermata per il quarto anno di fila vicecampionessa italiana invernale di lanci.

## Progressione

### Lancio del martello
| Stagione | Misura  | Luogo    | Data      | Rank. Mond. |
| -------- | ------- | -------- | --------- | ----------- |
| 2015     | 65,65 m | Torino   | 25-7-2015 |             |
| 2014     | 66,24 m | Rovereto | 19-7-2014 |             |
| 2013     | 64,02 m | Savona   | 22-5-2013 |             |
| 2012     | 62,38 m | Modena   | 22-9-2012 |             |
| 2011     | 61,55 m | Padova   | 16-7-2011 |             |
| 2008     | 59,27 m | Lucca    | 20-9-2008 |             |
| 2007     | 58,61 m | Lucca    | 15-9-2007 |             |
| 2006     | 55,38 m | Rieti    | 22-7-2006 |             |
| 2005     | 50,51 m | Savona   | 22-5-2005 |             |

## Palmares
| Anno | Manifestazione   | Sede      | Evento              | Risultato | Prestazione | Note  |
| ---- | ---------------- | --------- | ------------------- | --------- | ----------- | ----- |
| 2005 | Mondiali allievi | Marrakech | Lancio del martello | 20ª       | 40,33 m     | [ 6 ] |
| 2013 | Universiadi      | Kazan     | Lancio del martello | 9ª        | 62,74 m     | [ 7 ] |

## Campionati nazionali
- 2 volte campionessa assoluta nel lancio del martello (2013, 2014)
- 4 volte campionessa universitaria nel lancio del martello (2011, 2013, 2014, 2015)
- 2 volte campionessa juniores nel lancio del martello (2006, 2007)

2006
- Argento ai Campionati italiani juniores di lanci invernali, (Ascoli Piceno), lancio del martello - 51,12 m[8]
- Oro ai Campionati italiani juniores e promesse, (Rieti), lancio del martello - 55,38 m[9]
- 15ª ai Campionati italiani assoluti, (Torino), lancio del martello - 47,50 m[10]

2007
- Argento ai Campionati italiani invernali juniores di lanci, (Bari), lancio del martello - 54,10 m[11]
- Oro ai Campionati italiani juniores e promesse, (Bressanone), lancio del martello - 53,19 m[12]
- 5ª ai Campionati italiani assoluti, (Padova), lancio del martello - 57,63 m[13]

2008
- Argento ai Campionati italiani juniores e promesse, (Torino), lancio del martello - 58,36 m[14]
- Bronzo ai Campionati nazionali universitari, (Pisa), lancio del martello - 58,02 m[15]
- 7ª ai Campionati italiani assoluti, (Cagliari), lancio del martello - 57,10 m[16]

2011
- 7ª ai Campionati italiani invernali di lanci, (Viterbo), lancio del martello - 55,80 m[17]
- Oro ai Campionati nazionali universitari, (Torino), lancio del martello - 60,26 m[18]
- Bronzo ai Campionati italiani assoluti, (Torino), lancio del martello - 61,23 m[19]

2012
- Bronzo ai Campionati italiani invernali di lanci, (Lucca), lancio del martello - 60,50 m[20]
- Argento ai Campionati nazionali universitari, (Messina), lancio del martello - 60,10 m[21]
- 4ª ai Campionati italiani assoluti, (Bressanone), lancio del martello - 57,90 m[22]

2013
- Argento ai Campionati italiani invernali di lanci, (Lucca), lancio del martello - 59,58 m[23]
- 10ª ai Campionati nazionali universitari, (Cassino), getto del peso - 9,20 m[24]
- Oro ai Campionati nazionali universitari, (Cassino), lancio del martello - 61,39 m[25]
- Oro ai Campionati italiani assoluti, (Milano), lancio del martello - 63,14 m[26]

2014
- Argento ai Campionati italiani invernali di lanci, (Lucca), lancio del martello - 65,04 m[27]
- Oro ai Campionati nazionali universitari, (Milano), lancio del martello - 65,38 m[28]
- Oro ai Campionati italiani assoluti, (Rovereto), lancio del martello - 66,24 m[29]

2015
- Argento ai Campionati italiani invernali di lanci, (Lucca), lancio del martello - 63,35 m[30]
- Oro ai Campionati nazionali universitari, (Fidenza), lancio del martello - 62,11 m[31]
- Argento ai Campionati italiani assoluti, (Torino), lancio del martello - 65,65 m[32]

2016
- Argento ai Campionati italiani invernali di lanci, (Lucca), lancio del martello - 64,86 m[33]

## Altre competizioni internazionali
2006
- 9ª nell'Incontro internazionale di lanci lunghi, ( Tolosa), lancio del martello - 50,21 m[34]
- Oro nell'Incontro internazionale juniores, ( Tunisi), lancio del martello - 57,14 m[34]

2007
- 5ª nell'Incontro internazionale di lanci lunghi, ( Murcia), lancio del martello - 54,88 m[35]
- Oro nella Coppa del Mediterraneo ovest juniores, ( Firenze), lancio del martello - 57,60[35]

2013
- 8ª al DécaNation ( Valence), lancio del martello - 60,37 m[36]

2014
- 18ª nella Coppa Europa invernale di lanci, ( Leiria), lancio de martello - 63,31 m[37]

2015
- Oro nella Coppa dei Campioni per club, ( Dubnica nad Váhom), lancio del martello - 61,45 m[15]